# Ехіопсіс короткий
Ехіопсіс короткий (Echiopsis curta) — отруйна змія з роду Ехіопсіс родини Аспідові.

## Опис
Загальна довжина досягає 40 см. Голова невелика. Довжина тім'яного щитка майже удвічі більше ширини. Тулуб кремезний з гладенькою лускою, розташованою у 19 рядків. Голова чорного кольору, тулуб має оливковое забарвлення з широкими бурими або чорними поперечними смужками. Зустрічаються також особими рівномірного темного оливково-бурого кольору без поперечних смуг. Задня частина тулуба й верхня сторона хвоста чорнуваті. Черево блідо-жовте.

## Спосіб життя
Полюбляє напівпустелі, поодинокі чагарники, пасовиська. Активний вночі. Харчується дрібними гризунами, земноводними, комахами.
Це живородна змія. Самиці у серпні народжують до 14 дитинчат, зрідка 32.

## Отруйність
Це досить небезпечна змія. Отрута її досить потужна. В разі укусу необхідно обов'язково застосувати протиотруту, інакше наступає смерть.

## Розповсюдження
Це ендемік Австралії. Мешкає у провінціях Новій Південний Велс, Південна Австралія, Вікторія, Західна Австралія.